# Campeonato Mineiro 1917
In 1917 werd het derde Campeonato Mineiro gespeeld voor voetbalclubs uit de Braziliaanse stad Belo Horizonte, hoofdstad van de staat Minas Gerais. De competitie werd gespeeld van 24 juni tot 18 november en werd georganiseerd door de Liga Mineira de Desportos Terrestres, officieel heette het kampioenschap toen nog Campeonato da Cidade de Belo Horizonte. América werd kampioen. 

## Eindstand
| Plaats | Club               | Wed. | W | G | V | Saldo | Ptn. |
| ------ | ------------------ | ---- | - | - | - | ----- | ---- |
| 1.     | América            | 8    | 8 | 0 | 0 | 21:0  | 16   |
| 2.     | Atlético           | 7    | 3 | 2 | 2 | 14:7  | 8    |
| 3.     | Christovam Colombo | 4    | 1 | 0 | 3 | 2:15  | 2    |
| 4.     | Yale               | 4    | 0 | 2 | 2 | 2:4   | 2    |
| 5.     | Sete de Setembro   | 5    | 0 | 0 | 5 | 0:13  | 0    |

|  | Kampioen |

### Kampioen
| Campeonato Mineiro de 1917 |
| -------------------------- |
| AMÉRICA 2º Titel           |